# We Punk Einheit!
We Punk Einheit! – jedyny album projektu Nintendo Teenage Robots, stworzonego przez Aleca Empire’a parodiując poniekąd nazwę swojego własnego zespołu: Atari Teenage Riot. Wszystkie utwory zostały skomponowane wyłącznie za pomocą konsoli Game Boy.

## Lista utworów
1. „No Humanity Allowed” - 1:37
2. „Get Inline” - 1:18
3. „No Disease Sex” - 2:31
4. „The Machines Survive” - 3:43
5. „50 Years Later” - 3:13
6. „At the Party” - 5:44
7. „I Don't Get the Printer” - 2:52
8. „NNW” - 3:10
9. „Condom Personality” - 3:23
10. „CD Jockey Take Over” - 5:51
11. „Everything is Forbidden” - 2:23
12. „Nothing is Allowed” - 2:01
13. „Dollars” - 4:25
14. „Funk Was Yesterday” - 3:53
15. „Invasion Control” - 3:42
16. „Beatles Never Counted” - 3:50
17. „Fuck Me D/A Style” - 3:01
18. bez tytułu - 2:28
19. bez tytułu - 4:25
20. bez tytułu - 0:16
21. bez tytułu - 1:42
22. bez tytułu - 1:45
23. bez tytułu - 3:27
24. bez tytułu - 2:30
25. bez tytułu - 1:38
26. bez tytułu - 0:45